# Aquatica
Aquatica é uma rede de parques aquáticos pertencentes e operados por SeaWorld Parks & Entertainment.Os parques Aquatica funcionam em Orlando, Flórida, San Antonio, Texas e Chula Vista, Califórnia.

## História

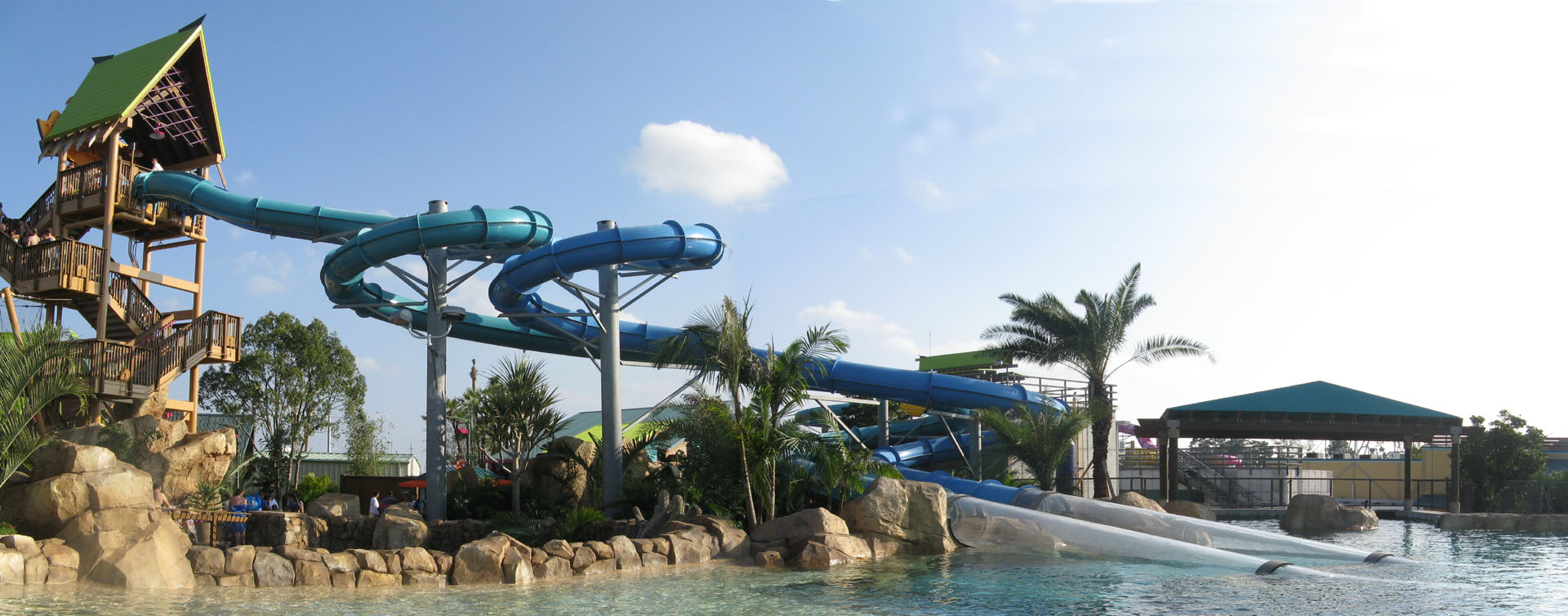
Toboáguas do Dolphin Plunge no Aquatica Orlando

O SeaWorld Orlando originalmente anunciou planos de construir um parque aquático em 15 de julho de 2005. O anúncio afirmava que seria um parque "natural" e revelou os toboáguas do Dolphin Plunge. Em 5 de março de 2007, o SeaWorld fez uma conferência de imprensa anunciando oficialmente o Aquatica. Esperava-se que o parque de 59 acres custaria US$ 50 milhões para ser construído. A construção continuou em 2007 e no início de 2008. Prévias para empregados e detentores de ingressos anuais aconteceram em fevereiro. Em 1.º de março de 2008, o parque abriu aos visitantes pela primeira vez, com a abertura oficial acontecendo em 4 de abril de 2008. Em seu ano de estreia, o parque atraiu aproximadamente 950 mil visitantes, tornando-o o quarto parque aquático mais visitado nos Estados Unidos e o oitavo mais visitado do mundo. O parque foi um sucesso imediato, alcançando a sua meta de público no ano de abertura em apenas seis meses.
No início de 2001, surgiram rumores sobre o Aquatica vir para o SeaWorld San Antonio no futuro. De acordo com o presidente do parque, o SeaWorld San Antonio se tornaria uma experiência multidiária. O  SeaWorld anunciou oficialmente planos de construir um parque aquático em 24 de maio de 2011. O anunciou chamou-o de "um parque aquático com experiências com animais de perto, atrações de altas velocidades e praias relaxantes".
officially announced plans to build a water park on May 24, 2011. The announcement called it, "a whimsical waterpark with up-close animal experiences, high-speed thrills and relaxing, sandy beaches". O parque aquático substituiu o Lost Lagoon que abriu no início da década de 1990. O Lost Lagoon fechou no fim de semana do Dia do Trabalho em 2011. Durante outubro de 2011, a construção do novo parque aquático começou com escavações para a nova entrada, as novas praias artificiais e a estrutura do novo toboágua Wahalla Wave. No início de novembro de 2011, os novos toboáguas chegaram em peças no estacionamento do Sea World San Antonio's, esperando para serem montadas. O Aquatica San Antonio foi inaugurado oficialmente em 19 de maio de 2012.
Em 20 de novembro de 2012, a , Cedar Fair anunciou que havia vendido o seu Soak City de San Diego para o SeaWorld Parks & Entertainment. O parque aquático originalmente foi inaugurado em 31 de maio de 1997, sob o nome White Water Canyon. Na época, ele contava com 16 toboáguas e uma piscina de ondas. Em dezembro de 1999, a Cedar Fair adquiriu o parque por US$ 11,5 milhões e renomeou-o para Knott's Soak City U.S.A.. O parque aquático havia aberto com um novo tema de praia em maio de 2000. A aquisição pelo SeaWorld Parks & Entertainment faria o parque se transformar em um parque aquático de 32 acres chamado Aquatica San Diego. O parque reformado reabriu em 1.º de junho de 2013.

## Locais
| Nome do parque       | Local                   | Coordenadas                   | Data de abertura   | Ref.  |
| -------------------- | ----------------------- | ----------------------------- | ------------------ | ----- |
| Aquatica Orlando     | Orlando, Flórida        | 28° 24′ 56″ N, 81° 27′ 22″ O  | 1 de março de 2008 |       |
| Aquatica San Antonio | San Antonio, Texas      | 29° 27′ 31″ N, 98° 41′ 55″ O  | 19 de maio de 2012 | [ 8 ] |
| Aquatica San Diego   | Chula Vista, Califórnia | 32° 35′ 15″ N, 117° 00′ 38″ O | 1 de junho de 2013 | [ 9 ] |

## Aquatica Orlando
|                                                                        |  |  |
| Aquatica Orlando's Taumata Racer (esquerda) and Roa's Rapids (direita) |  |  |

O Aquatica Orlando localiza-se em Orlando, Flórida. É um parque irmão do SeaWorld Orlando e Discovery Cove. O parque tem como tema o Pacífico Sul e conta com mascotes australiano e neozelandês, incluindo Roa (um kiwi), Kata (um kookaburra), Wai (um golfinho-de-commerson), Ihu (um gecko), Papa (um Royal Spoonbill), Wae Wae (um takahē), e Motu (uma tartaruga). O parque conta com uma grande variedade de atrações para todas as idades e níveis de natação, algumas passando através de habitats de animais. O parque possui duas piscinas de onda que compartilham uma praia de areia branca artificial de 7 400 m² equipada com cadeiras reclináveis, espreguiçadeiras e guarda-sóis.
Toboáguas de corpo
- Dolphin Plunge – a principal atração do parque, esses dos toboáguas fechados passam através de uma piscina que contém um grupo de golfinhos-de-commerson. Os golfinhos nesta atração são todos machos nascidos em cativeiro que eram originalmente apresentados no SeaWorld San Diego. Seus nomes são Fabio, Pepe, e Ross.
- Ihu's Breakaway Falls – é um toboágua de queda livre aberto em 2014
- Taumata Racer – um toboágua de corrida com 8 tubos com os visitantes escorregando por seções fechadas e abertas.

Toboáguas de raft
- Whanau Way – uma torre com quatro toboáguas de boia dupla.
- Tassie's Twisters – uma par de toboáguas de funil que podem ser escorregado em boias únicas ou duplas. Esta atração somente pode ser acessada pela Loggerhead Lane.
- Omaka Rocka – A mais nova atração do Aquatica, boias com um visitante descem em um de dois toboáguas com partes que parecem como um funil de tornado.

Toboáguas com várias pessoas
- Walhalla Wave – um toboágua com curvas, fechado.
- HooRoo Run – compartilha uma torre com o Walhalla Wave, este toboágua triplo é curto mas rápido.

Corredeiras
- Roa's Rapids – uma versão mais rápida e agressiva de corredeira com geisers, zonas de velocidade e ilhas.
- Loggerhead Lane – uma corredeira tradicional que passa por uma gruta de cichlidaes e pelo aquário dos golfinhos.

Piscinas de onda
- Cutback Cove – conta com ondas maiores e mais fortes.
- Big Surf Shores – conta com ondas mais suaves.

Áreas para crianças
- Kata's Kookaburra Cove – projetada para crianças mais novas, com escorregadores melhores e brinquedos.
- Walkabout Waters – uma fortaleza de brinquedo com escorregadores, toboáguas.

## Aquatica San Antonio
|                                                                                      |  |  |
| Aquatica San Antonio's ProSlide Tornado Wave (esquerda) and Stingray Falls (direita) |  |  |

O Aquatica San Antonio localiza-se em San Antonio, Texas. O parque aquático foi aberto em 19 de maio de 2012 em companhia com o SeaWorld San Antonio. Ele conta com várias atrações para todas as idades e níveis de natação, algumas passando por habitats de animais.
- Stingray Falls – A primeira do tipo no mundo – uma atração de boa de família que leva o visitante através de curvas e inversões e então passa por uma gruta subterrânea com arraias e peixes tropicais.
- Wahalla Wave – A primeira do tipo nos Estados Unidos
- HooRoo Run
- Tassie's Twisters
- Kiwi Curl
- Woohoo Falls
- Cutback Cove Slides
- Walkabout Waters
- Ke-Re Reef
- Zippity Zappity
- Whanau Way
- Loggerhead Lane
- Big Surf Shores

Em 2014, o Aquatica San Antonio abriu um aviário que está no meio da Loggerhead Lane (semelhante ao Tassie's Twister em Orlando). O aviário possui uma entrada com cachoeira para prevenir os pássaros de saírem.  A área com 3 150 m² conta com várias espécies de pássaros.

## Aquatica San Diego
O antigo Knott's Soak City San Diego em Chula Vista, Califórnia reabriu como Aquatica San Diego em 1.º de junho de 2013. Ele conta com várias atrações para todas as idades, com uma que passa por um habitat de flamingos.
Atrações
- Whanau Way – Um  complexo de toboágua de 18 metros de altura com seis escorregadores, quatro fechados e dois ao ar livre.
- HooRoo Run – Um complexo de toboáguas de 24 metros de altura que conta com dois escorregadores fechados e dois abertos com a maior queda sendo de 24 metros.
- Woohoo Falls – Três toboáguas de 18 metros de altura, um fechado e dois abertos.
- Kiwi Curl – Três toboáguas de 18 metros de altura, um fechado e dois abertos.
- Walhalla Wave – Um toboágua de 23 m de comprimento para boias de quatro pessoas projetado para famílias se divertirem.
- Tassie’s Twister – Um toboágua ProSlide Tornado com uma queda de 23 m em um grande funil de seis andares.
- Taumata Racer – Um toboágua de corrida com seis faixas com os visitantes escorregando através de seções fechadas e abertas.

Piscinas e áreas infantis
- Big Surf Shores – Uma piscina de ondas de 550 000 galões. Localiza-se próximo ao aquário das tartarugas.
- Loggerhead Lane – Uma corredeira de 380 metros de comprimento que passa pela exibição do flamingo.
- Walkabout Waters – Uma área interativa de quatro andares que conta com escorregadores, mangueiras, jatos, gêisers e um balde 500 000 galões que esparrama a cada cinco minutos.
- Kata’s Kookaburra Cove – Um playground projetado para crianças com uma piscina e outros brinquedos.
- Slippity Dippity – Um playground projetado para crianças com escorregadores menores.